# Parkinsonia andicola
Parkinsonia andicola є видом квіткових рослин з родини бобових. Ареал: північно-західна Аргентина, Болівія, західно-центральна Бразилія, Парагвай.
Цей вид близький до Parkinsonia praecox і Parkinsonia microphylla, але його можна відрізнити від цих двох видів за великими пазушними колючками (до 6 см у довжину) і за плескаті боби з одним насінням. Вид обмежується північною Аргентиною та південною Болівією. Він екологічно важливий для встановлення інших видів у посушливих і напівпосушливих середовищах із високим абіотичним стресом через його здатність виживати в таких стресових середовищах існування.